# Fritz Hegermann-Lindencrone
Johan Frederik (kaldet Fritz) Hegermann-Lindencrone (17. februar 1840 på Jægersborg Kaserne – 23. juli 1938) var en dansk officer, bror til Johan Hegermann-Lindencrone.
Han var søn af officeren Cai Hegermann-Lindencrone og blev student fra Herlufsholm 1857. Efter at have gennemgået Landkadetakademiet blev han 1859 sekondløjtnant ved 2. dragonregiment med aldersorden fra 1857, gennemgik 1862-63 den franske kavaleriskole i Saumur og ansattes efter hjemkomsten som adjudant ved 2. kavaleribrigade, i hvilken stilling han 1864 deltog i fægtningen ved Vejle og i operationerne i Jylland. Efter krigen var han ansat ved 2., 3. og 5. dragonregiment, gennemgik feltartilleriets skoler og udnævntes i 1867 til premierløjtnant. I 1870 sendtes Hegermann-Lindencrone til troppesamlinger ved Verona og ved Wien og ansattes året efter som adjudant ved 2. generalkommando. Ved afgangen derfra i 1875 kom han til Gardehusarregimentet, hvorfra han ved udnævnelsen til ritmester i 1878 blev forsat til 4. dragonregiment. Fra 1882-85 var Hegermann-Lindencrone adjudant hos kongen, men da han sidstnævnte år forfremmedes til oberstløjtnant, blev han chef for Gardehusarregimentet og kammerherre; 1892 udnævntes han til oberst. Han beordredes i 1886 til Frankrig for at overvære Manøvrer ved Bordeaux, sendtes i 1890 på kongens vegne til det preussiske thüringske uhlanregiment nr. 6 i anledning af dets 75-årige jubilæum og var medlem af flere kommissioner. 1897 stilledes han til rådighed for generalinspektøren for rytteriet, og 1903 udnævntes han til generalmajor og generalinspektør. Sidstnævnte stilling fratrådte han 1909 og stilledes til rådighed for 1. generalkommando. 1910 gik han på pension.
Hegermann-Lindencrone havde en mængde tillidsposter. Han var 1886-92 medlem af Officersforeningens bestyrelse, bestyrelsesmedlem i Det Krigsvidenskabelige Selskab 1886-1904 og formand for samme 1886-97 og Foreningen til den ædle Hesteavls Fremme (1883-1914), vicepræsident i Det Kongelige Danske Geografiske Selskab (fratrådte 1914) og blev æresmedlem af Foreningen til den ædle Hesteavls Fremme og af Kjøbenhavns Philatelist Klub, ærespræsident for Gardehusarforeningen i København og æresøverste i Dansk Forsvarsbroder Selskab; 1935 blev han æresmedlem af Det danske Travselskab. Han blev Ridder af Dannebrog 1864, Dannebrogsmand 1885, Kommandør af 2. grad 1894, af 1. grad 1905 og modtog Storkorset 1929.
Endelig skrev han flere gange i Militært Tidsskrift angående ridningen, rytteriets reglementer og dets uddannelse samt i Militær Tidende om væddeløb.
Han blev gift 29. juni 1866 på Christiansdal med baronesse Juliane Mathilde Caroline Wedel-Jarlsberg (17. april 1847 i Christiania – 11. april 1895 i København), datter af premierløjtnant, senere kommandør i den norske marine, baron Herman Theodor Valdemar Emil Wedel-Jarlsberg (1811-1867) og Frederikke Isidora Mathilde Constance Emilie Benzon (1821-1916).
Han er begravet på Garnisons Kirkegård.  Han var ved sin død den næstsidste overlevende veteran fra 1864, kun overgået af den et år yngre oberst Jens Kraft Peter Ludvig Pontoppidan (1841-1938), der døde fire måneder senere.
Der findes et portrætmaleri af Hugo Larsen fra 1933 og en tegning fra 1879.  Han optræder også på Lauritz Tuxens "Man Rejser Sig Fra Bordet" (1906).